# Croisilles (Orne)
Croisilles ist eine französische Gemeinde mit 193 Einwohnern (Stand: 1. Januar 2022) im Département Orne in der Region Normandie. Sie gehört zum Arrondissement Mortagne-au-Perche und zum Kanton Vimoutiers. 
Sie grenzt im Nordwesten an Ménil-Hubert-en-Exmes, im Norden an Résenlieu, im Nordosten an Gacé, im Osten an Coulmer, im Südosten an Le Ménil-Vicomte, im Süden an Ménil-Froger, im Südwesten an Saint-Germain-de-Clairefeuille und im Westen an Ginai und Gouffern en Auge mit Courménil.

## Bevölkerungsentwicklung
| Jahr      | 1962 | 1968 | 1975 | 1982 | 1990 | 1999 | 2008 | 2015 |
| --------- | ---- | ---- | ---- | ---- | ---- | ---- | ---- | ---- |
| Einwohner | 243  | 237  | 190  | 181  | 169  | 172  | 211  | 202  |